# Armorial au griffon
Le griffon est une figure imaginaire qui intégra les armoiries dès la fin du Moyen Âge.
Dans le jeu des luttes d'influence entre le lion royal de l'ouest et l'aigle impériale de l'est, le griffon, associant courage et force de l'un et ruse et vigilance de l'autre, semblait promis à un franc succès héraldique. Il est de fait assez fréquent, mais peut-être plus dans les ornements extérieurs de l'écu que sur son champ.
Le griffon se blasonne comme l'aigle pour les ailes et comme le lion pour le reste, sauf en ce qui concerne le sexe, car le griffon est une figure héraldique imaginaire « femelle » (donc l'absence de pénis est normale et ne se blasonne pas, contrairement au lion, dit « éviré » dans ce cas).
L'héraldique anglaise connaît un griffon mâle, aptère, sexué sans ambiguïté, le dos et les genoux hérissés de piquants.

## Griffons rampants

### Griffons d'or
| Blason | Blasonnement et commentaires |
| ------ | --- |
|        | Famille de Gratet du Bouchage, Dauphiné D'azur au griffon d'or. |
|        | Famille de La Grutterie, Vivarais D'azur, au griffon d'or. |
|        | Famille de Maignol de Mataplane, Bordelais D'azur au griffon d'or. |
|        | Famille Brunel, Vivarais D'azur, au griffon d'or, becqué et armé d'argent. |
|        | Commune de Saint-Brieuc, Côtes-d'Armor D'azur au griffon d'or, armé, becqué et lampassé de gueules. |
|        | Famille Barjot, Lyonnais D'azur au griffon d'or, accompagné d'une étoile du même en chef dextre. |
|        | Famille Barjot de Roncée, Touraine D'azur au griffon d'or, accompagné d'une étoile du même en chef dextre. |
|        | Famille d'Espinchal, Auvergne D'azur à un griffon d'or, accompagné de trois épis du même. |
|        | Famille Baillet, Paris D'azur à la bande d'argent, accostée de deux griffons d'or. |
|        | Famille Barjon, Vivarais Parti : au 1 d'argent, au trèfle d'azur accompagné de trois tourteaux de gueules ; au 2 d'azur, au griffon d'or                                                                                                   |
|        | Famille de Fournas, Languedoc D'argent à trois fasces d'azur, au griffon d'or, onglé, langué et couronné d'azur, brochant. |
|        | Famille Goicoechea, Biscaye Coupé, au 1 d'azur au griffon d'or ; au 2 d'argent au chêne de sinople, fruité d'or, un sanglier de sable appuyé contre le tronc, à senestre ; à la bordure générale de gueules chargée de huit flanchis d'or. |
|        | Famille Théas, Provence (Grasse) D'azur, à l'arbre terrassé d'or en feu de gueules contre un griffon d'or. |
|        | Famille de Bronac, Vivarais De gueules au griffon d'or. |
|        | Famille de La Menue de Saint-Privé, Bourgogne De gueules au griffon d'or. |
|        | Famille d'Aiguebelle, Dauphiné De gueules au griffon couronné d'or, la queue passée entre les jambes et retroussée sur le dos. |
|        | Famille Barjot, Bourgogne De sable au griffon d'or, armé, becqué et lampassé de gueules, accompagné d'une étoile d'or en chef dextre. |

### Griffons d'argent
| Blason | Blasonnement et commentaires |
| ------ | --- |
|        | Famille de Saint-Alouarn, Bretagne D'azur au griffon d'argent. |
|        | Besse (du), Vivarais D'azur, au griffon ailé d'argent. |
|        | Robert de Chateauneuf du Molard, Vivarais D'azur, au griffon d'argent. |
|        | Madier de Montjau, Vivarais D'azur, au griffon d'argent. |
|        | Iserand, Vivarais D'azur, au griffon d'argent ; au chef cousu de gueules. |
|        | Seigneurs de Bettembourg, Luxembourg De gueules au griffon d'argent. |
|        | Commune de Munwiller, Haut-Rhin De gueules au griffon d'argent, becqué, lampassé, couronné d'or, les pattes de devant du même; au chef d'argent à la bande pignonnée de trois pièces de sable. |
|        | Alain Planet, évêque de Carcassonne De sable semé de fleur de lys d'or, chargé d'un griffon d'argent.                                                                                          |

### Griffons de gueules
| Blason | Blasonnement et commentaires |
| ------ | --- |
|        | Famille Gouëre, Bretagne D'argent au griffon de gueules, langué, becqué et armé d'or.                                                                   |
|        | Famille de La Roche, Bretagne D'argent au griffon de gueules, armé, becqué et langué de sable.                                                          |
|        | Famille Courtois d'Arcollières, Savoie D'or au griffon de gueules. Armes anciennes.                                                                     |
|        | Famille Morillon, Bretagne D'or au griffon de gueules, armé de sable.                                                                                   |
|        | Famille Mirabel de Neyrieu, Vivarais D'or, au griffon de gueules, empêché d'un chevron d'argent.                                                        |
|        | Commune de Bodilis, Finistère Fascé de sable et d'or, au griffon de gueules brochant ; au chef d'argent chargé de trois mouchetures d'hermine de sable. |

### Griffons de sable
| Blason | Blasonnement et commentaires |
| ------ | --- |
|        | Famille de Tréléon, Bretagne D'argent au griffon de sable.                                                                                     |
|        | Famille de L'Estourbeillon, Bretagne D'argent au griffon de sable, armé et lampassé de gueules.                                                |
|        | Famille Charrière, Vivarais D'argent, à la fasce de gueules chargée de trois croisettes d'argent, accompagnée en pointe d'un griffon de sable. |

### Griffons d'azur
| Blason | Blasonnement et commentaires |
| ------ | --- |
|        | Commune de Fonbeauzard, Haute-Garonne D'argent à un pin arraché au naturel supporté de deux griffons affrontés d'azur.                         |
|        | Commune de Luzech, Lot Écartelé : aux 1 et 4 d'argent au griffon d'azur, armé et lampassé de gueules, aux 2 et 3 d'azur au croissant d'argent. |

### Griffons d'hermine
| Blason | Blasonnement et commentaires                                                       |
| ------ | ---------------------------------------------------------------------------------- |
|        | Famille de Baillard De sable, à un griffon d’hermines, armé et lampassé de gueules |

## Griffons passants
| Blason | Blasonnement et commentaires |
| ------ | --- |
|        | Famille d'Espinose D'argent à l'arbre arraché de sinople, un griffon de gueules passant au pied, mantelé au 1 d'azur à la crois fleuronnée d'or ; au 2 d'or, au cœur de gueules.                                            |
|        | Famille Thomasset de La Trévillière, Poitou D'argent à cinq mouchetures d'hermine de sable 2 et 3 ; au chef d'azur soutenu d'une fasce en divise de sable et chargé d'un griffon passant d'or, armé et lampassé de gueules. |

## Griffon mariné
| Blason | Blasonnement et commentaires |
| ------ | --- |
|        | Commune de Trouville-la-Haule, Eure Blasonnement : d'argent au griffon mariné de sinople portant à l'épaule un diamant taillé en losange du champ; chaperonné d'azur et terrassé de sinople. |

## Tête de griffon
| Blason | Blasonnement et commentaires                                                             |
| ------ | ---------------------------------------------------------------------------------------- |
|        | Famille de Lesnerac, Bretagne D'azur à la tête et demi-vol de griffon, coupée, d'argent. |
|        | Emblème de la Scanie, Suède                                                              |